# 針原地区
針原地区（はりわら）は、富山県富山市の地区である。富山市街からやや遠いので、東富山駅周辺を除き、あまり宅地化されず水田が多い。

## 概要
地区の東端には常願寺川が存在する。
北側は大広田地区と浜黒崎地区と水橋西部地区、東側は三郷地区、南側は新庄北地区、西側は広田地区と豊田地区と隣接している。

## 地理
全域が富山低地(氾濫原)にあり、標高は5m程度と低平である。
- 河川 常願寺川、村川、

## 歴史
地区の東端にある常願寺川は、日本有数の暴れ川で水害に悩まされてきた。特に鳶山崩れの時は各集落が甚大な損害を受けた。その後加賀藩の推奨により比較的標高が高く、水害の少ない常願寺川東岸(現立山町)に村人の何人かが移住開拓した。それらは移住前の村名と同じになっており、例えば針原地区の「宮成」という地名は立山町にも存在する。

### 沿革
- 1889年（明治22年）4月1日 - 町村制施行に伴い上新川郡針原中村、三上村、野中村、野中新村、宮成村、町袋村、宮条村、楠木村、下飯野村、高島村、道正村、小西村、宮村が合併し、針原村が発足。
- 1940年（昭和15年）9月1日 - 富山市に編入し針原地区となる。

## レジャー
- アルペンスタジアム

## 教育
- 富山県立富山東高等学校
- 富山市立針原小学校
- 富山県立高志支援学校

## 医療
- 富山済生会病院
- アルペンリハビリテーション病院
- 富山県リハビリセンター

## 商業施設
国道415号の整備により、下飯野に商業施設が増えてきている。
- クスリのアオキ下飯野店
- ピザキャリー富山北店

## 交通

### 鉄道
- 地区内に鉄道駅はないが、針原地区西部は、東富山駅が近い（500m程度）。

### バス
- 富山地方鉄道路線バスの71、72、78、79系統

## 参考出典
- 『富山県の地名』平凡社